# Hercules (Schiff, 1971)
Die Hercules war ein 1971 gebauter Rohöltanker. Während des Falklandkrieges 1982 wurde das unter liberianischer Flagge fahrende und somit neutrale Schiff von der argentinischen Luftwaffe angegriffen, schwer beschädigt und aufgrund eines nicht zu bergenden Blindgängers selbst versenkt.

## Geschichte
Das mit über 200.000 Tonnen Tragfähigkeit auch als VLCC-Tanker (Very Large Crude Carrier-Tanker) bezeichnete Schiff wurde auf der japanischen Werft Hitachi Zōsen in Osaka unter der Baunummer 4228 für die United Carriers Inc. gebaut. Die Kiellegung erfolgte am 10. Juni 1970, beim Stapellauf am 17. November 1970 erhielt der Tanker den Namen Hercules und wurde am 1. Februar 1971 abgeliefert. Der Eigentümer registrierte das Schiff in Liberia, Heimathafen wurde Monrovia.
Ab 1977 charterte die amerikanische Amerada Corporation die Hercules und setzte sie für den Transport von Rohöl aus Alaska zur Hovensa-Raffinerie in Saint Croix auf den Amerikanischen Jungferninseln in der Karibik ein.
Während des Falklandkrieges war die Hercules in Ballast auf der Fahrt von Saint Croix via Kap Hoorn nach Valdez in Alaska, dem Endpunkt der Trans-Alaska-Pipeline. Am 8. Juni 1982 entdeckten argentinische Flugzeuge den Tanker etwa 480 Seemeilen nordöstlich der Falklands – außerhalb der von Großbritannien verhängten Maritimen Ausschlusszone von 200 Seemeilen um die Falklandinseln und auch außerhalb der von Argentinien verhängten Ausschlusszone von 200 Seemeilen vom argentinischen Festland und innerhalb von 200 Seemeilen um die Falklandinseln, Südgeorgien und den Südlichen Sandwichinseln.
Die Flugzeuge vom Typ Hercules und Canberra, die auf der Suche nach dem als Truppentransporter genutzten britischen Passagierschiff Queen Elizabeth 2 waren, griffen den Tanker irrtümlich an. Die Piloten nahmen an, dass er Nachschub für die britischen Truppen transportieren würde. Mit Bomben und Raketen beschossen sie das Schiff und beschädigten es schwer. Mitglieder der Besatzung wurden nicht verletzt oder getötet. Die Hercules lief anschließend Rio de Janeiro an, um die Schäden reparieren zu lassen.
Nach dem Einlaufen wurde in einem der Tanks ein Blindgänger gefunden, dessen Entschärfung als zu gefährlich bewertet wurde. Die Reparatur der Hercules wurde daher eingestellt und der Tanker am 20. Juni 1982 etwa 290 Seemeilen vor der Küste Brasiliens durch Öffnen der Seeventile selbst versenkt (27° 0′ S, 47° 0′ W). Die Hercules war das einzige Schiff eines neutralen Staates, das während des Krieges in Kampfhandlungen verwickelt wurde.

## Technische Daten
Die Länge des Schiffes betrug 322,61 Meter, es war 48,24 Meter breit und wies einen Tiefgang von 25,00 Metern auf. Es hatte eine Vermessung von 99.827 BRT und 220.117 Tonnen Standard. Der Antrieb bestand aus einem Dieselmotor, der 22.380 kW leistete und auf eine Schraube wirkte. Das Schiff erreichte eine Geschwindigkeit von 15,0 Knoten. Die Besatzung bestand aus 28 Mann.